# Synopeas salicis
Synopeas salicis is een vliesvleugelig insect uit de familie van de Platygastridae. De wetenschappelijke naam van de soort is voor het eerst geldig gepubliceerd in 1940 door Szelenyi.